# Alfredo Anderson
Alfredo Anderson Salazar (* 31. Oktober 1978 in Colón) ist ein ehemaliger panamaischer Fußballspieler.

## Karriere

### Verein
Anderson begann seine Karriere bei CD Plaza Amador. Danach spielte er bei Charleston Battery, CD Árabe Unido und Omiya Ardija. 2007 beendete er seine Spielerkarriere.

### Nationalmannschaft
Im Jahr 2000 debütierte Anderson für die panamaische Fußballnationalmannschaft. Er hat insgesamt zwölf Länderspiele für Panama bestritten.